# Richard Christopher Carrington
Richard Christopher Carrington (1826-1875) là nhà thiên văn người Anh. 

## Những nghiên cứu về điểm đenMặt Trời
Carrington có công trình nghiên cứu dài hơi khi vẽ bản đồ về các điểm đen Mặt Trời hàng ngày. Kết quả thu được là rất lớn. Đầu tiên, Carrington thấy được hiện tượng phun trào của Mặt Trời. Tiếp đó, ông đã xác định chính xác trục quay của Mặt Trời. Ông cũng nhận thấy rằng ở vùng vĩ tuyến cao, các điểm đen này dịch chuyển chậm hơn các điểm đen nằm ở xích đạo Mặt Trời, tức là vòng quay kéo dài hơn: khoảng 31 ngày ở vĩ tuyến cao và 26 ngày ở xích đạo. Sự khác nhau này chứng tỏ bề mặt Mặt Trời không hoàn toàn rắn và thường tạo ra hiện tượng xoắn vặn các đường từ trường ở vùng xích đạo. Hiện tượng đó cũng làm nảy sinh vấn đề là cần chọn giá trị làm đại lượng so sáng với vận tốc quay của Mặt Trời. Carrington đã xác định được là một vòng quay đầy đủ của Mặt Trời bằng 27, 2753 ngày trên Trái Đất. Carrington đã lấy ngày 9 tháng 11 của năm 1853, năm bắt đầu nghiên cứu (kết thúc là năm 1861), làm ngày bắt đầu vòng quay giao hội đầu tiên của Mặt Trời, chính xác hơn là vòng quay của Mặt Trời nhìn từ Trái Đất.